# Башинська криничка
Ба́шинська крини́чка — гідрологічна пам'ятка природи місцевого значення в Україні. Розташована в межах Гощанського району Рівненської області, при західній околиці села Башине. 
Площа 0,1 га. Статус надано згідно з рішенням Рівненської обласної ради від 22.04.2011 року, № 263. Перебуває у віданні Бугринської сільської ради. 
Статус надано з метою збереження джерела з водою високої якості. Поблизу джерела зростає рідкісний вид рослин — маточник болотний. 